# Arewik (Szirak)
Arewik – wieś w Armenii, w prowincji Szirak. W 2011 roku liczyła 1566 mieszkańców.